# 1383
1383 (MCCCLXXXIII) a fost un an obișnuit al calendarului iulian, care a început într-o zi de sâmbătă.

## Evenimente
- Începe construcția Bisericii Negre din Brașov (1383-1477).

## Nașteri
- dată necunoscută: Papa Eugen al IV-lea  (d. 1447)
- 4 septembrie: Antipapa Felix al V-lea  (d. 1451)

## Decese
- 22 octombrie: Ferdinand I al Portugaliei (n. 1345)